# 天安門、恋人たち
『天安門、恋人たち』（てんあんもん、こいびとたち、原題：頤和園）は、2006年の中国映画。

## ストーリー
1987年の中国、東北部に住む少女、余紅（ユー・ホン）のもとに北京の「北清大学」から合格通知が届いた。余紅は故郷の恋人暁軍（シャオ・ジュン）と離れ離れになり、1人での大学生活を始める。自分のやり方を貫き、束縛を受けることを好まない性格から、いつしか学生たちの間でも注目される存在になっていた。
そんな中、余紅は友人の李緹（リー・ティ）たちを通じて周偉（チョウ・ウェイ）と出会った。2人はすぐに強烈な恋に落ちるが、強く結びつけば結びつくほど気持ちが近づいたり離れたりを繰り返してしまい、ついには李緹もこの複雑な関係に巻き込まれてしまうことに。
1989年夏、北京の大学生たちが参加していたデモを軍が鎮圧した。世に言う天安門事件であった。事件後、余紅は大学を中退して故郷に戻り、周偉は李緹と若古（ロー・グー）の助けを借りてベルリンに移った。2人はそれぞれ新しい生活を始め、長らく連絡を取ることはなかった。
数年後、周偉は中国に戻り、既に結婚していた余紅を見つけ出し、再会を果たす。離れ離れになってから片時も相手のことを忘れなかった2人だったが…。

## キャスト
- 余紅（ユー・ホン）：郝蕾（ハオ・レイ）、日本語吹替：魏涼子
中国東北部、吉林省延辺朝鮮族自治州図們市に住む少女。北清大学合格を機に北京に上京する。
- 周偉（チョウ・ウェイ）：郭暁冬（グオ・シャオドン）、日本語吹替：竹若拓磨
北清大学の学生。余紅と知り合い、恋人となる。
- 李緹（リー・ティ）：胡伶（フー・リン）、日本語吹替：林真里花
北清大学の学生。女子寮で余紅と知り合う。
- 若古（ロー・グー）：張献民（チャン・シャンミン）、日本語吹替：鈴木正和
李緹の恋人、留学先のベルリンから帰国した。周偉を余紅たちに紹介する。
- 暁軍（シャオ・ジュン）：崔林（ツイ・リン）、日本語吹替：小松史法
余紅が図們にいた頃の恋人。
- 冬冬（トントン）：曾美慧孜（ツアン・メイホイツ）、日本語吹替：足立友
- 王波（ワン・ボー）：白雪雲（パイ・シューヨン）

## 音楽
- 「君の瞳に恋してる」（アンディ・ウィリアムス）
- 「ミッキー」（トニー・バジル）
- 「氧气」（郝蕾）
- 「青春舞曲」（羅大佑）
- 「Don't Break My Heart」（竇唯）
- 「Seven Little Girls Sitting in the Backseat」（ポール・エヴァンズ）
- 「Suliko」（ザ・チコヴァーニ・ファミリー）

## 中国での上映について
1989年に発生した六四天安門事件についての描写があったことから、2006年5月16日に中国の広電総局は「音声と映像が非常に不鮮明」として初回の審査を棚上げした。翌5月17日に再提出したが、同様の理由で拒否された。このため、2006年のカンヌ国際映画祭への参加が認められることは無かった。しかし、監督の婁燁（ロウ・イエ）は出演した郝蕾や郭暁冬、胡伶とともに記者会見と舞台挨拶に強行出席した。この映画はその年のカンヌ国際映画祭コンペティション部門に出品された唯一の中国語映画であった。現在もこの映画は中国大陸での上映が禁止されている。
また、2006年9月1日、この映画の制作を理由として婁燁とプロデューサーの耐安（ナイ・アン）は国家広播電影電視総局から5年間の映画制作禁止という処分を受けた。しかし、ゲリラ撮影を行い、次回作『スプリング・フィーバー』を製作。

## 評価
- 映画館大賞「映画館スタッフが選ぶ、2008年に最もスクリーンで輝いた映画」第103位